# 松岗街道
松岗街道是中国广东省深圳市宝安区下辖的一个街道，位于宝安区西北部。现辖区总面积37.1平方公里，下辖13个社区，13个居委会。总人口60万人，其中户籍人口1.9万人。

## 地理
松崗街道是深圳最西北端一處，緊鄰東莞長安鎮。地势东北高，西南低，平均海拔80米。

## 历史

### 地名起源
松岗，原名黄松冈，早在宋咸淳六年，即1270年，这里就开始建立墟市，因墟场建在一个黄姓村落旁，村附近有一个长满松林的山冈，所以墟场就被叫成“黄松冈”，黄松冈墟即现在的松岗老街。1950年，正式称为松岗。

## 行政区划
松岗街道下辖以下地区：
花果山社区、松涛社区、松岗社区、楼岗社区、沙浦围社区、东方社区、红星社区、罗田社区、溪头社区、江边社区、碧头社区、山门社区、洪桥头社区、塘下涌社区、潭头社区、沙浦社区、燕川社区和朗下社区。

## 經濟
松崗街道經濟主要以製造業居多，生產範圍很多，有電子、五金、機械等等。

## 交通

### 鐵路
- 深圳地鐵11號線及6號線松崗站
- 深圳地鐵11號線碧頭站

### 道路
- 廣深高速
- 龍大高速
- 南光高速
- 107國道
- 寶安大道